# Ye (Pingdingshan)
Ye  (en chino, 叶; pinyin, Yè) es un condado  bajo la administración directa de la Prefectura Pingdingshan en la Provincia de Henan, República Popular China.  Su área es de 1389 km² y su población total para 2010 superó los 770 mil habitantes. 

## Administración
Desde octubre de 2024, el  Condado Ye  se divide en 18 pueblos que se administran en 3 subdistritos,  10 poblados 4 villas y 1 villa étnica. 

## Toponimia
El topónimo Ye significa literalmente "hoja", hay dos teorías para el origen de este nombre para el condado.
Según el capítulo familia Liang de las Memorias históricas (史记·梁孝王世家) dice; El rey Cheng [de la dinastía Zhou] estaba bajo un árbol con su hermano menor y, tomando una hoja se la entregó diciendo: Te la doy como feudo, tras la caída del feudo, el condado tomó este nombre en conmemoración de dicha escena.
Otra teoría vincula el nombre a la abundancia de hojas de morera (桑叶) en la zona, esenciales para la cría de gusanos de seda.